# Bośniacy (wojsko)

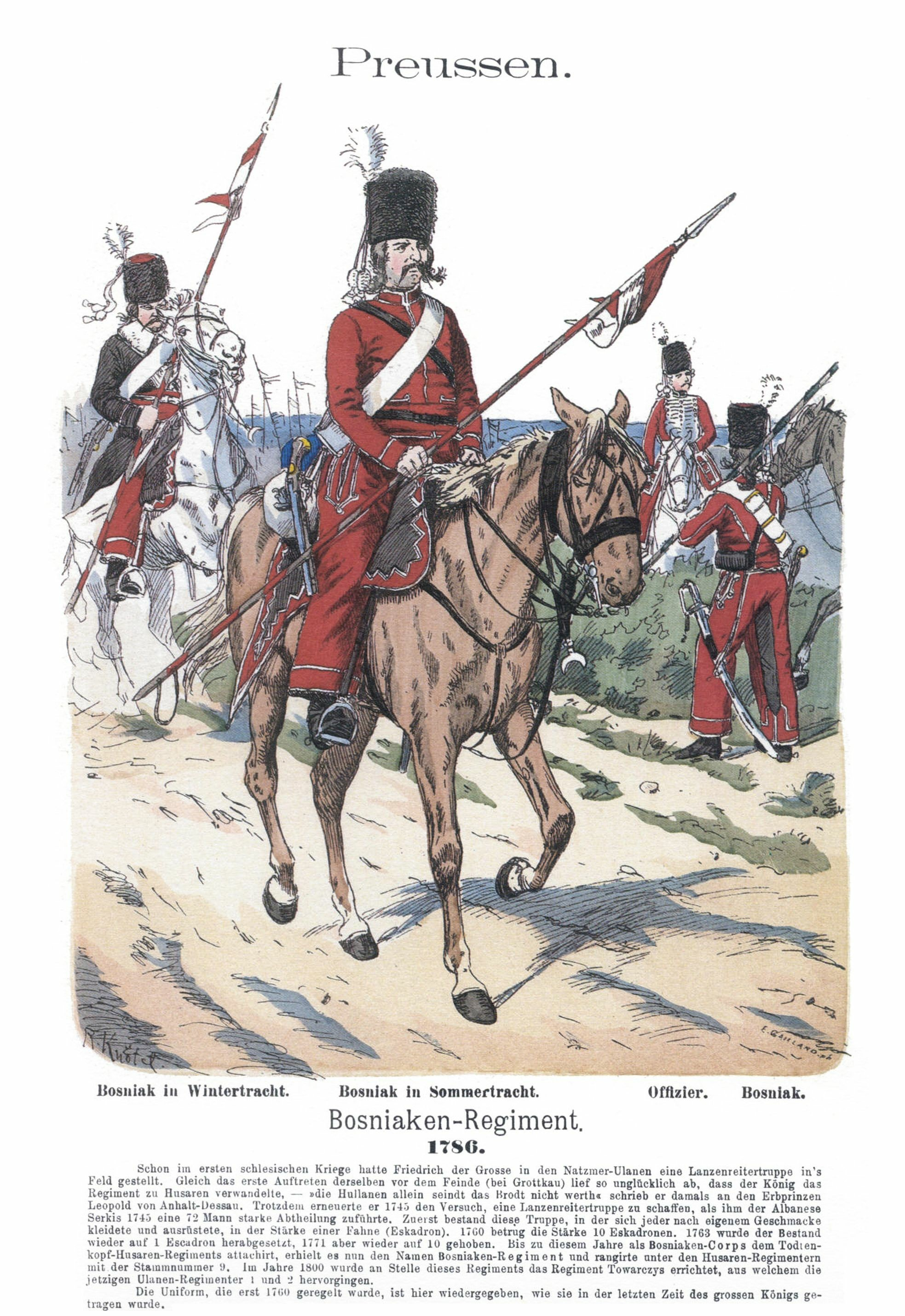
Bośniacy armii pruskiej Fryderyka Wielkiego

Bośniacy – lekka kawaleria pomocnicza w niektórych wojskach europejskich XVIII wieku. 
Nazwa formacji pochodzi od Bośniaków rekrutowanych do armii austriackich Habsburgów. Niekiedy pełnili rolę żandarmerii, strzegąc tyłów piechoty. Z czasem do ich oddziałów przyjmowano żołnierzy innego pochodzenia – m.in. lipkowskich Tatarów z Rzeczypospolitej Obojga Narodów. 
Nosili charakterystyczne, wysokie czapy futrzane, ozdobione kitkami i sznurami, oraz żupany z szamerowaniem i kolorowymi wypustkami, a także szerokie, luźne spodnie. Za uzbrojenie służyły im (podobnie jak kozakom w armii carskiej) szable i lance.
Początkowo korzystano z nich podczas wojny siedmioletniej; później w czasie wojny o sukcesję bawarską, insurekcji kościuszkowskiej. Ostatecznie formacja ta została zastąpiona podobnie uzbrojonymi ułanami.